# Babugarh
Babugarh is een nagar panchayat (plaats) in het district Hapur van de Indiase staat Uttar Pradesh.

## Demografie
Volgens de Indiase volkstelling van 2001 wonen er 5.938 mensen in Babugarh, waarvan 53% mannelijk en 47% vrouwelijk is. De plaats heeft een alfabetiseringsgraad van 64%.